# Loud Love
Singles de Soundgarden
Flower
(1988) Hands All Over
(1990)
Loud Love est une chanson du groupe grunge Soundgarden. C'est la 7e piste de l'album de 1989 Louder Than Love. C'est également le 3e single de Soundgarden, sorti la même année. La chanson a également été à la base du EPLoudest Love et de la vidéo live Louder Than Live.